# Aristea humbertii
Aristea humbertii là một loài thực vật có hoa trong họ Diên vĩ. Loài này được H.Perrier miêu tả khoa học đầu tiên năm 1939.